# Fujiwara Masato
Masato Fujiwara (sinh ngày 14 tháng 4 năm 1994) là một cầu thủ bóng đá người Nhật Bản.

## Sự nghiệp câu lạc bộ
Masato Fujiwara đã từng chơi cho Thespakusatsu Gunma.